# Правно
Правно (пол. Prawno) — село в Польщі, у гміні Юзефув-над-Віслою Опольського повіту Люблінського воєводства.
Населення — 167 осіб (2011).

## Демографія
Демографічна структура станом на 31 березня 2011 року:
|          | Загалом | Допрацездатний вік | Працездатний вік | Постпрацездатний вік |
| -------- | ------- | ------------------ | ---------------- | -------------------- |
| Чоловіки | 79      | 10                 | 57               | 12                   |
| Жінки    | 88      | 20                 | 46               | 22                   |
| Разом    | 167     | 30                 | 103              | 34                   |